# Jacob Dawson
Jacob Dawson (født 2. november 1993 i Gosport, England) er en britisk roer.
Dawson vandt en bronzemedalje i disciplinen otter ved OL 2020 i Tokyo. Josh Bugajski, Thomas George, Moe Sbihi, Charles Elwes, Oliver Wynne-Griffith, James Rudkin, Thomas Ford og styrmand Henry Fieldman udgjorde resten af mandskabet i den britiske båd. Briterne blev i finalen besejret med godt et sekund af guldmedaljevinderne fra New Zealand og med få hundrededele af Tyskland, som tog sølvet.
Dawson har desuden vundet en EM-guldmedalje i otter ved EM 2021 i Italien, samt to VM-bronzemedaljer i henholdsvis otter og firer uden styrmand.

## OL-medaljer
- 2020:  Bronze i otter